# Anatoly Shelyukhin
Anatoly Shelyukhin (n. 6 aprilie 1930, Kostroma, RSFS Rusă, URSS – d. 21 octombrie 1995, Kostroma, Regiunea Kostroma, Rusia) a fost un schior de fond ce a reprezentat Uniunea Republicilor Sovietice Socialiste, medaliat olimpic. A participat la două ediții ale Jocurilor Olimpice (1956, 1960) în care a câștigat o medalie de bronz.